# Lajos Haynald
Lajos Haynald (ur. 3 października 1816 w Szécsény, zm.  4 lipca 1891 w Kalocsa), węgierski duchowny rzymskokatolicki, kardynał. 

## Życiorys
Święcenia kapłańskie przyjął 15 października 1839. 15 marca 1852 mianowany biskupem koadiutorem Siedmiogrodu i tytularnym biskupem Hebronu. 15 sierpnia 1852 przyjął sakrę biskupią z rąk Jánosa Scitovszkiego arcybiskupa metropolity Esztergom. W latach 1864–1867 tytularny arcybiskup Kartaginy. Od 1867 metropolita Kalosca. Kreowany kardynałem na konsystorzu 12 maja 1879 z tytułem prezbitera Santa Maria degli Angeli.